# Ольгино (Починковский район)
Ольгино — исчезнувшая деревня в Починковском районе Смоленской области России.
Располагалась между существующими сейчас деревнями Михайловка Починковского района и Хохловка Хиславичского района. В 15 км к юго-востоку находится посёлок Стодолище.
Первоначально называлась Барсучки, потом стала называться Ольгино.

## История
По списку населённых мест Смоленской губернии 1859 года деревня Рославльского уезда Барсуки(Барсучки). В ней 5 дворов и 40 жителей. На карте с данными на 1871 год деревня обозначена под именем Барсучки.
На карте РККА 1924,1926 года обозначена уже, как деревня Ольгино с 7 дворами.
В справочнике административного деления Смоленской области указано, что деревня Ольгино состояла в списках до 1965 года.
На картах 1970-1980-х годов деревня уже не обозначается.
На подробной топографической карте Госгисцентра от 2010 года на месте деревни отмечено урочище Ольгино.